# آمپر ۱۰۱۸۳
سیارک ۱۰۱۸۳ (به انگلیسی: 10183 Ampere، نامگذاری:1996GV20) ده هزار و صد و هشتاد و سومین سیارک کشف شده‌است که در ۱۵ آوریل ۱۹۹۶ کشف شد.
قدر مطلق سیارک برابر ۱۵٫۱۰ است.